# Stanisław Żyjewski
Stanisław Żyjewski (ur. 19 września 1953 w Górze, zm. 28 lipca 2017 w Dzięczynie) – polski technik sanitarny i sędzia piłkarski.

## Życiorys
Syn Wojciecha i Józefy. Mecze najwyższej polskiej klasy rozgrywkowej sędziował w sezonach 1994/95 – 1999/2000. W tym czasie reprezentował początkowo leszczyński OZPN a następnie – Dolnośląski ZPN.
20 maja 1998 w 30. kolejce sezonu 1997/98 prowadził spotkanie pomiędzy Petrochemią Płock a Lechem Poznań, w którym w 9. minucie podyktował rzut karny dla Petrochemii. Żyjewski opowiedział później, że jeden z zawodników Lecha groził mu na boisku połamaniem rąk i nóg, i straszył mafią, jeśli Lech przegra. Lech przegrał 0:1, a Żyjewskiemu nieznani sprawcy wkrótce próbowali podpalić dom. Zawodnik za zajście został ukarany przez Wydział Dyscypliny PZPN trzymiesięczną dyskwalifikacją, której wykonanie zawieszono na pół roku.
Prowadzenie zawodów piłkarskich zakończył po Wielkich Derbach Górnego Śląska rozegranych w 26. kolejce meczów 6 maja 2000 w Zabrzu. W meczu tym od 19. minuty drużyna gości – chorzowskiego Ruchu grała w dziesiątkę (czerwoną kartką ukarany został bramkarz Jakub Wierzchowski) i pomimo tego osłabienia od 45. minuty prowadziła 1:0. W 2. połowie meczu po odgwizdaniu kontrowersyjnego rzutu karnego na korzyść gospodarzy, sędzia Żyjewski padł na murawę skopany po nogach przez wściekłych piłkarzy Ruchu – Śrutwę i Baszczyńskiego, co zarejestrowały kamery telewizyjne. W efekcie obaj piłkarze zostali zawieszeni przez PZPN – początkowo odpowiednio na 6 i 8 miesięcy, później kary złagodzono, jednak do końca sezonu już nie zagrali. Swoją decyzją Żyjewski wywołał również zamieszki na trybunach. Po meczu sędzia tłumaczył, że potknął się na serpentynie, a urazy na nodze to efekt odnowienia się starej kontuzji, natomiast ukarany za zajście na boisku żółtą kartką Śrutwa stwierdził, że sędzia potknął się na kretowisku.
Po zakończeniu sędziowania został obserwatorem PZPN od 2005 reprezentującym Lubuski ZPN, co wzbudzało kontrowersje w środowisku, gdyż jego zmianę zameldowania uważano za fikcyjną, umożliwiała ona natomiast ocenianie pracy sędziów z dotychczasowego Dolnośląskiego ZPN, z którymi był w konflikcie. W marcu 2007 ówczesny przewodniczący Kolegium Sędziów PZPN Sławomir Stempniewski powołał Stanisława Żyjewskiego na stanowisko przewodniczącego Komisji Szkolenia KS PZPN.
Pełnił także funkcję kierownika hali sportowej „Arkadia” w Górze.
16 lipca 2009 został zatrzymany pod zarzutem udziału w aferze korupcyjnej w polskiej piłce nożnej.
W 1991 i 1997 bezskutecznie kandydował do Senatu z ramienia Polskiego Stronnictwa Ludowego w okręgu leszczyńskim. W 2001 objął mandat radnego Sejmiku Województwa Dolnośląskiego z ramienia Sojuszu Lewicy Demokratycznej. W 2002 bezskutecznie kandydował na burmistrza Góry z ramienia Sojuszu Lewicy Demokratycznej – Unii Pracy.